# Zellerella
Zellerella es un género de foraminífero bentónico considerado como nomen nudum e invalidado, aunque también considerado un sinónimo posterior de Eoendothyranopsis de la subfamilia Endothyrinae, de la familia Endothyridae, de la superfamilia Endothyroidea, del suborden Fusulinina y del orden Fusulinida. Su especie tipo era Endothyra (Globoendothyra) redwallensis. Su rango cronoestratigráfico abarcaba el Viseense (Carbonífero inferior).

## Discusión
Clasificaciones más recientes incluirían Zellerella en el suborden Endothyrina, del orden Endothyrida, de la subclase Fusulinana de la clase Fusulinata. Algunas clasificaciones incluirían Zellerella en la Subfamilia Eoendothyranopsinae de la Familia Endothyranopsidae. Otras clasificaciones lo incluyen en la Subfamilia Globoendothyrinae, de la Familia Globoendothyridae.

## Clasificación
Zellerella incluía a la siguiente especie:
- Zellerella thompsoni †